# Кошигаја
Кошигаја (јап. 越谷市) град је у Јапану у префектури Саитама. Према попису становништва из 2005. у граду је живело 315.782 становника.

## Становништво
Према подацима са пописа, у граду је 2005. године живело 315.782 становника.
| 1995.   | 2000.   | 2005.   |
| ------- | ------- | ------- |
| 298.523 | 308.307 | 315.782 |